# Longitarsus aeruginosus
Longitarsus absynthii  (лат.) — вид листоедов (Chrysomelidae) из подсемейства козявок (Galerucinae). 

## Распространение
Распространён в Западной Европе и от западных частей Средиземноморского субрегиона на восток до южной части Греции..

## Экология
Взрослые жуки и их личинки питаются листьями посконника коноплёвого (Eupatorium cannabinum).

## Вариетет
- Longitarsus aeneus var. algiricus Heikertinger, 1913